# 3deluxe
3deluxe – transdisciplinary design ist eine deutsche Designagentur, die in der Architektur, Innenarchitektur, im Grafik-, Produkt- und Mediendesign tätig ist. Die Gestaltergruppe wurde 1992 von dem Designer Nik Schweiger, den Kommunikationsdesignern Andreas & Stephan Lauhoff und Dieter Brell gegründet und wuchs bis 2010 auf 30 Mitglieder an.

## Firmenstruktur
Das Team gliedert sich in drei Einheiten am Hauptsitz Wiesbaden und in Hamburg:
- 3deluxe motion (Hamburg): Konzeption und Realisierung filmischer und interaktiver Marken- und Produktinszenierungen
- 3deluxe graphics (Wiesbaden): Realisierung grafischer und multimedialer Gestaltungen, Corporate Identitys und Markenkommunikation
- 3deluxe in/exterior (Wiesbaden): Spezialisiert auf räumliches Design und Architektur und Innenarchitektur

Außerdem gibt es eine Niederlassung in Shanghai.

## Wirken
Höhere Bekanntheit erlangte 3deluxe in den 2000ern durch verschiedene Installationen, Messestände und Architekturprojekte. Zu nennen sind besonders
- Scape, eine Erlebniswelt zum Thema Jugend und neue Medien auf der Expo 2000 in Hannover,[1]
- Gestaltung des Cocoon Club in Frankfurt am Main, 2004[2]
- Verschiedene temporäre Bauten während der Fußball-Weltmeisterschaft 2006, darunter der durch mehrere Großstädte reisende Fußball-Globus und die Szenerie der Schlussfeier im Berliner Olympiastadion.[3]
- Das von 3deluxe entworfene und 2012 fertiggestellte Gebäude eines Kaffee-Unternehmens in Osnabrück[4]

## Stil
In der Architektur und Installationen nutzt 3deluxe auch Techniken des Grafik- und Mediendesign. Nach eigenen Angaben verfolgt die Agentur dabei einen transdisziplinären Ansatz, um mit Mischformen zwei- und dreidimensionaler Gestaltung vielschichtige Collagen (sog. „Multilayered Atmospheres“) zu erzeugen, die ihren Nutzern verschiedene Lesarten ermöglichen. Dabei setzten die Designer auf eine charakteristische, organisch inspirierte Formensprache und eine Verknüpfung realer und virtueller Elemente (wie z. B. Licht und digitale Medien). Daneben werden Elemente der Popkultur übernommen.
In ihrem Selbstverständnis ist ein

„wesentliche[s] Leitmotive der Gruppe: eine inszenierte Überlagerung realer und virtueller Elemente, die ebenso den Raum wie die Wahrnehmungsmuster des Betrachters verändern soll.“

Prägend für das Konzept der Architektur wie der Innenarchitektur sind Anlehnungen an die Bionik. Prinzipien und Formen der Natur werden in Baustoffen umgesetzt. Die von 3deluxe selbst als „Genetic Architecture“ bezeichneten Werke können ohne Computersysteme weder entworfen noch gebaut werden: „Gemeinsame Basis vieler 3deluxe-Projekte ist eine natürlichen Prinzipien entlehnte Formgebung. ‚Floating Forms‘ – eine Gestaltung, die Wachstumsprozesse simuliert und ohne die digitalen Helfer unserer Zeit nicht realisierbar erscheint.“ (Andrej Kupetz) Peter Glaser beschrieb seine Eindrücke: 

„So verstehen sie Architektur nicht mehr nur als statisches Gefüge, sondern als ein veränderliches System, das nie gekannte Perspektiven der Raumwahrnehmung zulässt.“

Dabei entsteht eine „expressiv-biomorphe Formensprache“ (Robert Mehl), die 3deluxe von der Architektur auch in die anderen Designbereiche übertragen hat: „Seit seiner Gründung im Jahr 1992 setzt 3deluxe auf diese neue Art Interdisziplinarität, ohne dabei die jeweilige Eigenständigkeit der Gestaltungsbereiche zu verwässern.“ (Andrej Kupetz)
In einem architekturtheoretischen Essay heißt es über 3deluxe, dass ihr Architekturstil möglicherweise eine Verschiebung von rein menschzentrierten Grundannahmen hin zu einer Empfindsamkeit anzeigen könne, die vom Wachstum organischer Systeme inspiriert sei.

## Projekte (Auswahl)

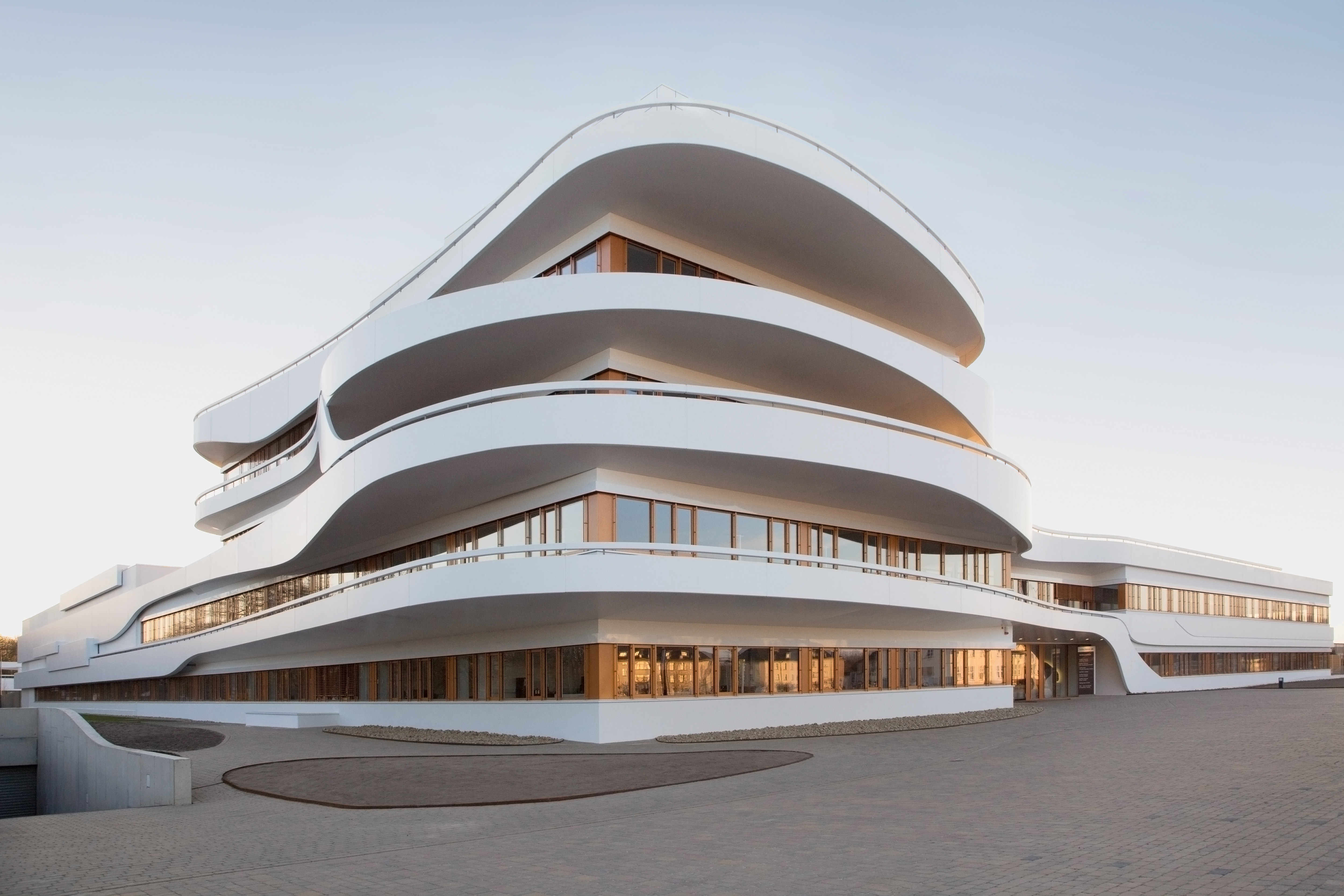
Firmenzentrale von Kaffee Partner, 2012 (Unternehmensphoto)

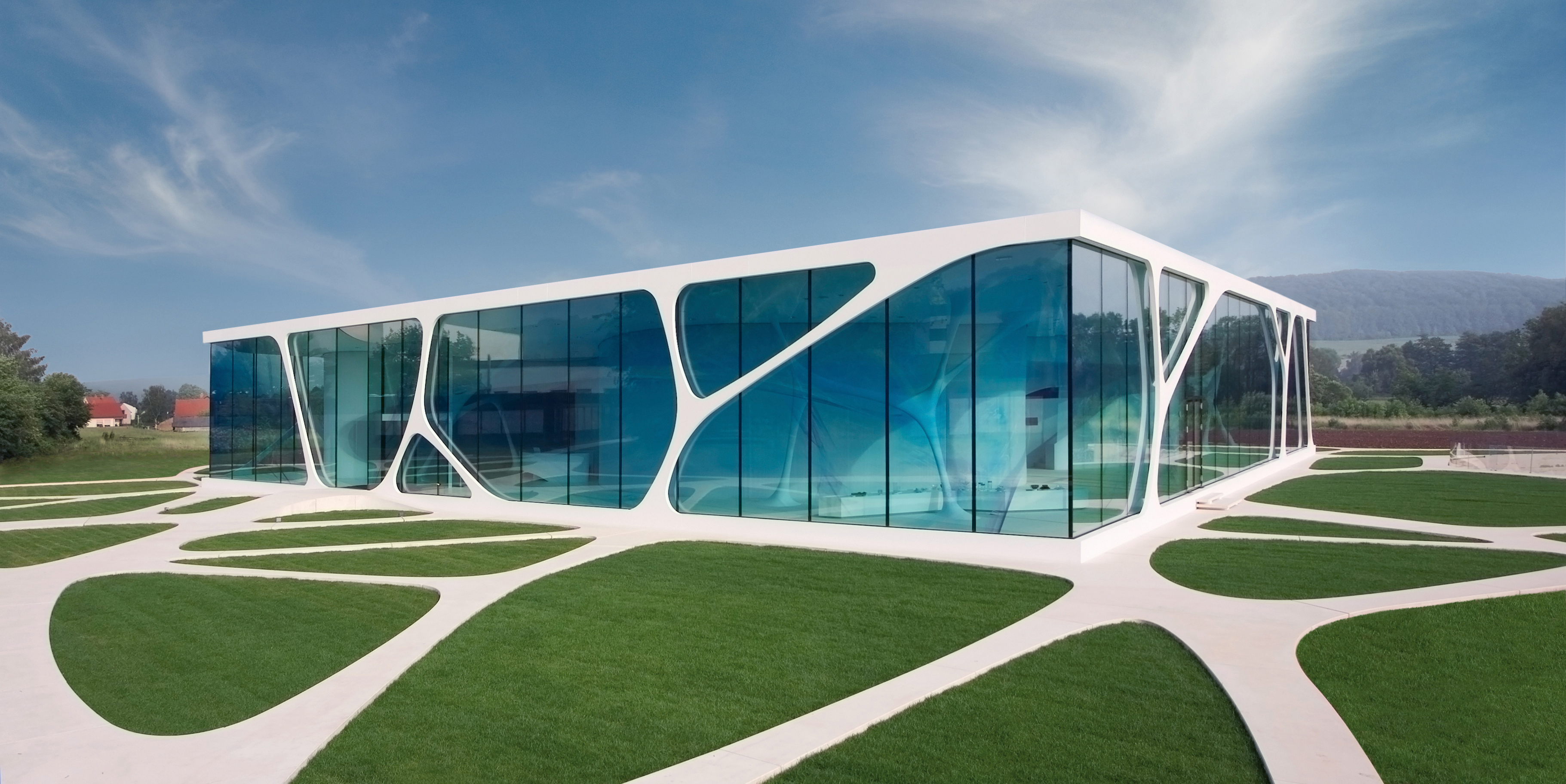
Der Leonardo glass cube, 2007 (Unternehmensphoto)

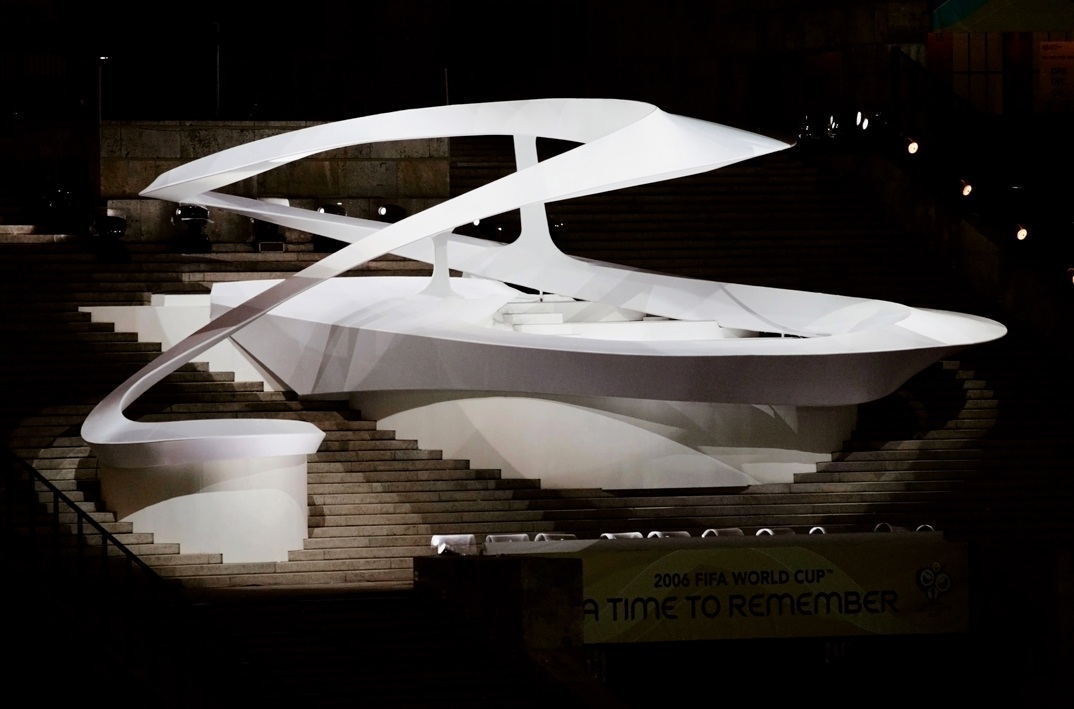
Showbühne im Olympiastadion Berlin zur FIFA WM 2006 (Unternehmensphoto)

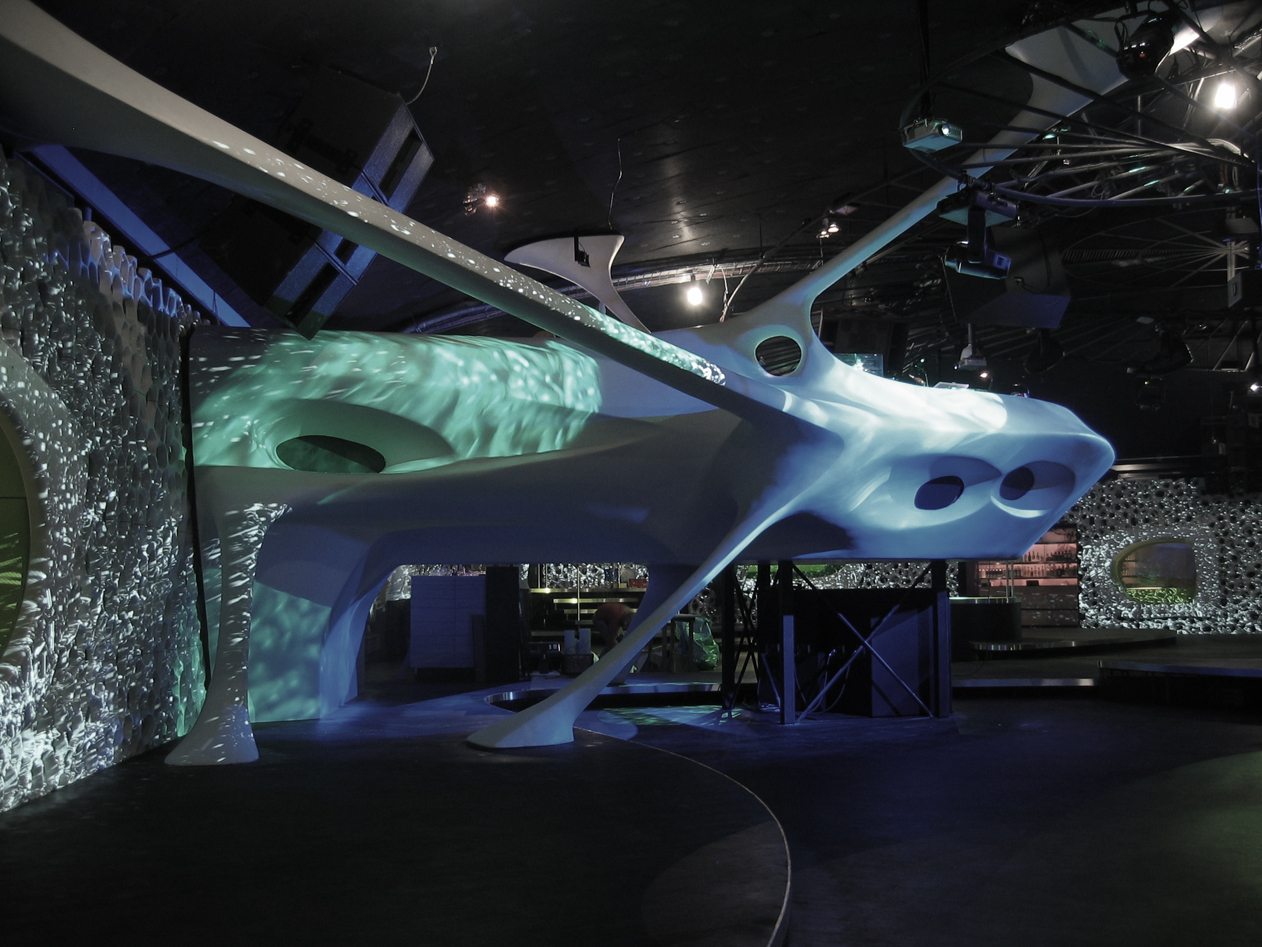
DJ-Kanzel im Cocoon Club, Frankfurt am Main 2004 (Unternehmensphoto)

- Gestaltung der Aufenthaltsbereiche im Flughafen Frankfurt Main für Fraport, 2013
- Umgestaltung der Zeilgalerie in Frankfurt, unter anderen mit einer 260 m² großen Videowand an der Außenfläche. 2009/2010
- Ausstellung und Verkauf von Entwürfen in der Galerie Lumas, Visionäre Architektur, 2009[11]
- The Space Las Vegas: Entwurf eines Showtheater mit Lounge, Bar, Coffeeshop, Ticketshop., 2009
- Museum für Moderne Kunst: Zusammenarbeit mit Andreas Gursky für eine Cocoon-Ausstellung, Frankfurt 2008[12]
- Firmengebäude Glaskoch in Bad Driburg-Herste, Leonardo Glass Cube, 2007[13]
- SalzZeitReise: Mediale Präsentation für Besucher im Salzbergwerk Berchtesgaden, 2007
- Antriebe der Zukunft: Mobiler Ausstellungspavillon für DaimlerChrysler zum Thema nachhaltige Mobilität auf Tour durch Mercedes-Benz Center, 2006
- North Kiteboarding: Markenaufbau, Seit 2005[14]
- CocoonClub: Club-, Restaurant- und Corporate Design für DJ Sven Väth in Frankfurt. 2004[15]
- Zeitraum / Space of Time: M-real Zanders Reflex Kalender 2004. Dreidimensionale Darstellung der Zeit in einem generisch konstruierten Raum. 2003[16]
- Cyberhelvetia: Multimediale Erlebniswelt für Credit Suisse auf der Schweizer Expo.02, 2002
- d’Fly: Gestaltung eines Juweliergeschäfts in Soho New York City, 2002
- Autostadt Atmosphere: Messeauftritt der Autostadt auf der IAA Frankfurt, 2001
- MTV Networks: Messeauftritt, Popkomm, Telemesse, 1999–2001
- Children of Berlin: Gruppenausstellung im P.S.1 Contemporary Art Center, NYC, 1999
- Speech-recognizing letterforms: MA-Project am Central Saint Martins College of Art and Design, London, 1998[17][18]
- Neue Räume – virtuelle und visionäre Welten: Thematische Inszenierung auf der Frühjahrsmesse, 1996

Quelle

## Auszeichnungen und Wettbewerbe
2014
- German Design Award 2014 – Rat für Formgebung, Architecture and Interior Design, Special Mention 2014, Kaffee Partner Headquarters[20]

2013
- ICONIC AWARDS 2013 – Die ganze Welt der Architektur – Rat für Formgebung, Kategorie Architecture > Corporate, Winner, Kaffee Partner Headquarters[21]
- ICONIC AWARDS 2013 – Die ganze Welt der Architektur – Rat für Formgebung, Kategorie Interior > Corporate, Winner, SYZYGY Office Frankfurt[21]
- red dot Design Award: Communication Design 2013 – red dot GmbH & Co. KG, Event Design / Interior & Concept design, red dot, SYZYGY Office Frankfurt

2011
- red dot award: Communication Design 2011 – red dot GmbH & Co. KG, Information Design / Public Space, red dot, Zeilgalerie Frankfurt
- Gute Gestaltung 12 – DDC – Deutscher Designer Club e.V., Raum/Architektur, Silbermedaille, Zeilgalerie Frankfurt

2009
- 1. Internationales Eyes & Ears Trailerfestival – Eyes & Ears of Europe – Vereinigung für Design, Promotion und Marketing der audiovisuellen Medien e.V., Vorspann (Dokumentation, Feature & Reportage), SF DOK[22]

2008
- red dot award: Communication Design 2008 – red dot GmbH & Co. KG, Information Design / Public Space, Best of the Best, Leonardo Glass Cube
- The Ring – iC@ward – ICIAD – International Council of Interior Architects & Designers (China), Exhibition, Grand Award, Leonardo Glass Cube
- International Architecture Award – Chicago Athenaeum, European Centre for Architecture Art Design and Urban Studies, Best New Global Design, Leonardo Glass Cube
- AIT Best of Shop Architecture Award – AIT, 1. Platz, Leonardo Glass Cube
- ADC Wettbewerb 2008 – Art Directors Club für Deutschland e.V., Kommunikation im Raum, Auszeichnung, Leonardo Glass Cube
- iF communication design award 2008 – iF International Forum Design GmbH, Corporate Architecture, Gold, Leonardo Glass Cube[23]
- iF communication design award 2008 – iF International Forum Design GmbH, Communication Design, Gold, Fiftyeight 3D Website[24]

2007
- DP3D – Der Deutsche Preis für 3-Dimensionalität, Unternehmensbauten, Goldene Flamme, Leonardo Glass Cube
- Gute Gestaltung 07 – DDC – Deutscher Designer Club e.V., Raum, Goldmedaille, Leonardo Glass Cube
- Eyes & Ears Awards 2007 Innovation und Effektivität – Eyes & Ears of Europe – Vereinigung für Design, Promotion und Marketing der audiovisuellen Medien e.V., Beste Vorspanngestaltung für nicht-fiktionales Programm, Auszeichnung, SF Leben Live[25]

2006
- ADC Wettbewerb 2006 – Art Directors Club für Deutschland e.V., Kommunikation im Raum, Auszeichnung, Antriebe der Zukunft
- Adam Award – FAMAB Fachverband Direkte Wirtschaftskommunikation e.V., Messestände bis 50 m², Silber, Antriebe der Zukunft[26]

2005
- Sinus – Systems Integration Award – Messe Frankfurt, Entertainment, CocoonClub
- Gute Gestaltung 06 – DDC – Deutscher Designer Club e.V., Das Gute Netzwerk, Grand Prix, CocoonClub

2003
- ADC Wettbewerb 2003 – Art Directors Club für Deutschland e.V., Kommunikation im Raum, Bronzemedaille, Cyberhelvetia

Quelle